# 서울신가초등학교
서울신가초등학교는 대한민국 서울특별시 송파구에 있는 공립 초등학교이다.

## 학교 연혁
- 1988.08.02 서울신가국민학교 설립인가
- 1988.09.01 초대 박병주 교장 취임
- 1989.12.07 12개 교실 및 특별교실 증축
- 1990.02.16 제1회 졸업식(362명)
- 1992.08.29 평화국민학교 분리
- 1993.08.30 서울오금국민학교 분리
- 1994.09.01 제2대 박병주 교장 취임
- 1996.03.01 서울신가초등학교로 개칭
- 1999.09.01 제3대 배의현 교장 취임
- 2000.03.01 에너지 절약 시범학교 운영
- 2015.02.13 제 26회 졸업식( 남 90명, 여 73명, 계 163명)
- 2019. 김미정 교장 취임
- 2020.10.20 제 32주년 개교기념일
- 2021.02.09 제 32회 졸업식

## 참고 자료
- 서울신가초등학교 - 한국교육학술정보원 학교알리미